# すずらん大橋 (十勝川)
すずらん大橋（すずらんおおはし）は、北海道帯広市と河東郡音更町の境にあり、十勝川と下音更川に架かる橋。2000年（平成12年）9月16日開通。

## 概要
北海道道75号帯広新得線（鈴蘭新通）の橋であり、音更側で北海道道337号上士幌士幌音更線に接続している。十勝大橋と平原大橋のほぼ中間に位置しており、十勝大橋の渋滞緩和を目的に建設された。両岸の橋詰め広場には、橋の一部が張り出したバルコニーを設置している。

## 構造
| 構造形式 | PC4径間連続箱桁橋                                          |
| 橋長     | 722 m（主径間部492 m）                                     |
| 支間     | 96.05 m + 2@150.0 m + 96.05 m, 4@56.6 m                    |
| 発注者   | 北海道帯広土木現業所（現在の十勝総合振興局帯広建設管理部） |
| 設計者   | 北海道土木設計                                             |
| 路線名   | 都市計画道路3・4・50鈴蘭通                                 |